# Ruisseau de la Fontaine aux Sœurs
Le ruisseau de la Fontaine aux Sœurs est un petit ruisseau français dans la région de Bourgogne-Franche-Comté et dans le département de la Côte-d'Or. Le ruisseau de la Fontaine aux Sœurs se jette dans l'Oucherotte et donc un sous-affluent du Rhône par la Biètre, la Vouge et la Saône.

## Parcours
Long de 4,2 km, le ruisseau de la Fontaine aux Sœurs prend sa source à Rouvres-en-Plaine, à 211 m d'altitude et se jette un peu plus loin dans l'Oucherotte au village voisin de Thorey-en-Plaine, à 202 m d'altitude.

### Communes et canton traversés
Dans le seul département de la Côte-d'Or, le ruisseau de la Fontaine aux Sœurs, travers les deux seules communes, de l'amont vers l'aval, de Rouvres-en-Plaine (source), Thorey-en-Plaine (confluence) dans le seul canton de Genlis, dans l'arrondissement de Dijon.

### Bassin versant
Le ruisseau de la Fontaine aux Sœurs traverse une seule zone hydrographique 'La Saône de l'Ouche à la Vouge incluse (U141) de 11 790 km2 de superficie. Le ruisseau de la Fontaine aux Sœurs fait partie du haut bassin de l'Ouche ou Ouche amont.

### Organisme gestionnaire
L'organisme gestionnaire est le SBO ou syndicat du bassin de l'Ouche, et le contrat de bassin de l'Ouche a été signé le 29 novembre 2012, avec un plan de travaux de 10,4 millions d'euros, pour cinquante fiches actions de 2012 à 2016.

## Affluent
Le Ruisseau de la Fontaine aux Sœurs n'a pas d'affluent référencé, donc son rang de Strahler est de un.

## Histoire et hydrologie
Le Ruisseau de la fontaine aux sœurs était auparavant un des lits provisoires de l'Oucherotte. Peu de temps après, les lits provisoires de l'Oucherotte sont transformés en ruisseau. Aujourd'hui, le ruisseau est asséché car le ruisseau se jette dans la partie dérivée de l'Oucherotte mais son lit reste cependant visible.